# 斯洛尼姆區
斯洛尼姆區（羅馬化：Slonimskiy rayon）是白俄羅斯西北部格羅德諾州的一個區，行政中心为斯洛尼姆，面積1,470.63平方公里，2009年人口67,288，人口密度每平方公里45.75人。